# Kê Trạch
Kê Trạch (chữ Hán giản thể]]: 鸡泽县, âm Hán Việt: Kê Trạch huyện) là một huyện thuộc địa cấp thị Hàm Đan, tỉnh Hà Bắc, Cộng hòa Nhân dân Trung Hoa. Huyện này có diện tích 337 ki-lô-mét vuông, dân số 250.000 người. Mã số bưu chính Kê Trạch là 057350. Chính quyền huyện đóng ở trấn Kê Trạch. Về mặt hành chính, huyện Kê Trạch được chia thành 3 trấn, 4 hương.
- Trấn: Kê Trạch, Tiểu Trại, Song Tháp.
- Hương: Phong Chính, Ngô Quan Doanh, Phù Đồ Điếm, Tào Trang.